# Gare de Berlin Mexikoplatz
La gare de Berlin Mexikoplatz est une gare ferroviaire à Berlin, dans le quartier de Zehlendorf.
La gare se situe dans la place du même nom (de).

## Situation ferroviaire
La gare est située sur la ligne du Wannsee, entre les gares ouvertes de Berlin-Zehlendorf et de Berlin-Schlachtensee (de).

## Histoire
La gare ouvre le 1er novembre 1904 sous le nom de Zehlendorf-Beerenstraße puis prend le nom de Zehlendorf-West le 15 décembre 1911. La gare est électrifiée le 15 mai 1933.
Un détail intéressant est un emblème décoratif en fer forgé avec les lettres "KPEV" sur le pont du chemin de fer. Il s'agit du sigle du Königlich Preußische Eisenbahn-Verwaltung.
Le pont est l'un des premiers en Allemagne en mars 1934 où passe le train de mesure aux rayons X, ce qui permet de découvrir sous la couche de peinture des cordons collés. La reconstruction de la rambarde du pont avec les armoiries décoratives a lieu dans le cadre de la restauration de l'ensemble de la place à l'occasion du 750e anniversaire de Berlin en 1987 par le cabinet d'architecture Stuhlemmer.
Le 28 septembre 1958, la station s'appelle Lindenthaler Allee. Le 18 septembre 1980, la gare est fermée après la grève de la Reichsbahn.
Le 1er février 1985, la BVG rouvre la gare. En janvier 1987, la gare a pour nom Mexikoplatz.
En juin 2001, le Patrimoine ferroviaire fédéral (de) vend le bâtiment de la gare à deux hommes d'affaires berlinois. La libraire, ouverte depuis 25 ans, ferme. Une initiative citoyenne échoue à conserver un espace de rencontre culturelle.
Après l'extension prévue de la ligne 3 du métro de Berlin, la gare de Mexikoplatz gagnerait en importance en tant que point de transfert entre la ligne du Wannsee et le métro. Malgré la stipulation dans le plan local d'urbanisme, la réalisation de la planification est incertaine. Le demi-tour à la station de Krumme Lanke devrait rester. Une nouvelle extension possible de la ligne 3 par la Mexikoplatz en direction de Kleinmachnow est abandonnée en raison du faible nombre de passagers prévu.

## Service des voyageurs

### Desserte
La gare est desservie par les trains de la ligne 1 du S-Bahn de Berlin, à raison d'un train toutes les dix minutes en journée, d'un train toutes les vingt minutes le matin et en soirée, et d'un train toutes les trente minutes le week-end lors du service de nuit. L'intervalle de desserte passe à cinq minutes de 6 h 45 à 7 h 25 vers Potsdamer Platz et de 18 h 50 à 19 h 30 vers Wannsee en semaine et en dehors des vacances d'été et de Noël.

### Intermodalité
La gare est en correspondance avec les lignes de bus 118 et N3 de la BVG et la ligne 622 de la Regiobus Potsdam-Mittelmark (de).